# Phyllomya angusta
Phyllomya angusta là một loài ruồi trong họ Tachinidae.